# NGC 963
NGC 963 é uma galáxia irregular (I) localizada na direcção da constelação de Cetus. Possui uma declinação de -04° 12' 56" e uma ascensão recta de 2 horas, 30 minutos e 31,1 segundos.
A galáxia NGC 963 foi descoberta em 1886 por Frank Leavenworth.